# Craibiodendron scleranthum
Craibiodendron scleranthum là một loài thực vật có hoa trong họ Thạch nam. Loài này được (Dop) Judd mô tả khoa học đầu tiên năm 1986.